# Sulfate de strontium
Le sulfate de strontium, de formule chimique SrSO4, est un sel qui associe le cation strontium Sr2+ à l'anion sulfate SO2−
4.
Le sulfate de strontium existe dans la nature sous la forme de cristaux transparents ou translucides qui constituent le minéral célestine. Au laboratoire, il est généralement produit par précipitation et se présente sous la forme d'une poudre cristalline blanche. 
Le sulfate de strontium est peu soluble dans l'eau, à raison d'une partie pour 8 800 à température ordinaire. Il est plus soluble dans l'acide chlorhydrique HCl et l'acide nitrique HNO3 dilués, et beaucoup plus dans les solutions de chlorure ioniques, notamment de chlorure de sodium.

## Structure
Le sulfate de strontium est un matériau polymère, iso-structurel avec le sulfate de baryum.

## Biologie
Les cristaux de sulfate de strontium sont utilisés par les Acantharea, un petit groupe de radiolaires, comme constituant principal de leur squelette.

## Applications et chimie
Le sulfate de strontium présente un intérêt comme précurseur naturel de composés du strontium plus utiles. Dans l'industrie, il est converti en carbonate en tant que précurseur de céramique et en nitrate pour l'utilisation en pyrotechnie.
La faible solubilité aqueuse du sulfate de strontium peut conduire à la formation de dépôts dans les zones où les ions Sr2+ et SO2−
4 se rencontrent. Par exemple, il peut se former à la surface d'équipements enterrés des puits de pétrole selon les conditions de l'eau souterraine,.